# Conchita Martínez
Pour les articles homonymes, voir Conchita Martínez (homonymie), Martínez et Bernat.
Immaculada Concepción Martínez Bernat dite Conchita Martínez (née le 16 avril 1972 à Monzón) est une joueuse de tennis espagnole.
Professionnelle de février 1988 au 15 avril 2006, elle a remporté trente-trois titres en simple dames, dont le tournoi de Wimbledon en 1994, et treize titres en double dames, incluant trois médailles olympiques, deux en argent et une en bronze.
Martínez a également été finaliste de l'Open d'Australie en 1998, de Roland-Garros en 2000, et a atteint les demi-finales de l'US Open en 1995 et 1996, devenant la seule joueuse espagnole, après Arantxa Sánchez Vicario, à s'être qualifiée dans le dernier carré de tous les tournois du Grand Chelem.
Détentrice de quatre titres aux Internationaux d'Italie, elle a en outre remporté à cinq reprises la Fed Cup avec l'équipe d'Espagne, en 1991, 1993, 1994, 1995 et 1998.
Elle achèvera neuf saisons dans le top dix mondial, en 1989, de 1992 et 1996, puis en 1998 et 2000, et accède à son meilleur classement en octobre 1995, à la seconde place mondiale.
Elle est, depuis 2018, l'entraîneuse de la championne tchèque Karolína Plíšková, et depuis avril 2024, de la russe Mirra Andreeva.

## Carrière

### Carrière sportive
Grande spécialiste de la terre battue, c'est pourtant sur le gazon de Wimbledon qu'elle décroche en 1994 son seul tournoi du Grand Chelem, face à Martina Navrátilová, soixante-six ans après les trois finales consécutives perdues par sa compatriote Lilí Álvarez (1926-1928). En 1989, Conchita remporte les tournois de en Tampa, Florida, elle bat Sabatini.
Dès 1993, Conchita Martínez fait partie des grandes favorites du tournoi de Roland-Garros sans parvenir à l'emporter, à la suite de ses victoires dans les tournois préparatoires de Hilton Head (1994 et 1995), Rome (de 1993 à 1996) et Berlin (1998 et 2000) face aux meilleures joueuses mondiales. Martínez bute ainsi souvent face à la puissance de grandes championnes, comme Steffi Graf ou Monica Seles, qu'elle n'a jamais battues en Grand Chelem.
Présente dans le dernier carré des quatre tournois du Grand Chelem en 1995, elle atteint cette année-là, le 30 octobre, le 2e rang mondial. En 1998, elle atteint la finale de l'Open d'Australie (défaite contre Martina Hingis), performance qu'elle réitère en 2000 à Roland-Garros (défaite contre Mary Pierce).
Pendant sa carrière, Conchita a gagné 46 titres WTA (dont 33 en simple) et trois médailles olympiques en double dames (l'argent à Barcelone et Athènes, le bronze à Atlanta).
Au sein de l'équipe espagnole, toujours aux côtés d'Arantxa Sánchez, Conchita Martínez a enfin remporté cinq fois la Fed Cup en quelque dix finales disputées de 1989 à 2002.

### Reconversion
De 2015 à 2017, elle est capitaine de l'équipe d'Espagne de Coupe Davis. Venue faire une pige aux côtés de Garbine Muguruza pour quelques tournois, l'ancienne championne espagnole annonce la fin de leur association le 28 mars 2018.

## Palmarès

### Titres en simple dames
| No | Date       | Nom et lieu du tournoi                               | Catégorie | Dotation    | Surface         | Finaliste                 | Score         |          |
| -- | ---------- | ---------------------------------------------------- | --------- | ----------- | --------------- | ------------------------- | ------------- | -------- |
| 1  | 08-08-1988 | Vitosha The New Otani, Sofia                         | Tier V    | 100 000 $   | Dur (int.)      | Barbara Paulus            | 6-1, 6-2      | Parcours |
| 2  | 06-02-1989 | Fernleaf Classic, Wellington                         | Tier V    | 50 000 $    | Dur (ext.)      | Jo-Anne Faull             | 6-1, 6-2      | Parcours |
| 3  | 17-04-1989 | Eckerd Open, Tampa                                   | Tier IV   | 200 000 $   | Terre (ext.)    | Gabriela Sabatini         | 6-3, 6-2      | Parcours |
| 4  | 11-09-1989 | Virginia Slims of Arizona, Phoenix                   | Tier V    | 100 000 $   | Dur (ext.)      | Elise Burgin              | 3-6, 6-4, 6-2 | Parcours |
| 5  | 17-09-1990 | Clarins Open, Paris                                  | Tier IV   | 150 000 $   | Terre (ext.)    | Patricia Tarabini         | 7-5, 6-3      | Parcours |
| 6  | 15-10-1990 | Arizona Classic, Scottsdale                          | Tier IV   | 150 000 $   | Dur (ext.)      | Marianne Werdel           | 7-5, 6-1      | Parcours |
| 7  | 05-11-1990 | Jello Classic, Indianapolis                          | Tier IV   | 150 000 $   | Dur (int.)      | Leila Meskhi              | 6-4, 6-2      | Parcours |
| 8  | 22-04-1991 | International Championships of Spain, Barcelone      | Tier III  | 225 000 $   | Terre (ext.)    | Manuela Maleeva-Fragnière | 6-4, 6-1      | Parcours |
| 9  | 15-07-1991 | Citroen Austrian Open, Kitzbühel                     | Tier IV   | 150 000 $   | Terre (ext.)    | Judith Wiesner            | 6-1, 2-6, 6-3 | Parcours |
| 10 | 16-09-1991 | Clarins Open, Paris                                  | Tier IV   | 150 000 $   | Terre (ext.)    | Inés Gorrochategui        | 6-0, 6-3      | Parcours |
| 11 | 06-07-1992 | Citroen Cup Austrian Open, Kitzbühel                 | Tier IV   | 150 000 $   | Terre (ext.)    | Manuela Maleeva-Fragnière | 6-0, 3-6, 6-2 | Parcours |
| 12 | 04-01-1993 | Danone Hard Court Championships, Brisbane            | Tier III  | 150 000 $   | Dur (ext.)      | Magdalena Maleeva         | 6-3, 6-4      | Parcours |
| 13 | 22-03-1993 | Virginia Slims of Houston, Houston                   | Tier II   | 375 000 $   | Terre (ext.)    | Sabine Hack               | 6-3, 6-2      | Parcours |
| 14 | 03-05-1993 | Italian Open, Rome                                   | Tier I    | 750 000 $   | Terre (ext.)    | Gabriela Sabatini         | 7-5, 6-1      | Parcours |
| 15 | 26-07-1993 | Acura US Hard Court Championships, Stratton Mountain | Tier II   | 375 000 $   | Dur (ext.)      | Zina Garrison             | 6-3, 6-2      | Parcours |
| 16 | 08-11-1993 | Virginia Slims of Philadelphia, Philadelphie         | Tier I    | 750 000 $   | Moquette (int.) | Steffi Graf               | 6-3, 6-3      | Parcours |
| 17 | 28-03-1994 | Family Circle Mag. Cup XXII, Hilton Head             | Tier I    | 750 000 $   | Terre (ext.)    | Natasha Zvereva           | 6-4, 6-0      | Parcours |
| 18 | 02-05-1994 | Italian Open, Rome                                   | Tier I    | 750 000 $   | Terre (ext.)    | Martina Navrátilová       | 7-6, 6-4      | Parcours |
| 19 | 20-06-1994 | The Championships, Wimbledon                         | G. Chelem | 3 361 848 $ | Gazon (ext.)    | Martina Navrátilová       | 6-4, 3-6, 6-3 | Parcours |
| 20 | 25-07-1994 | Acura US Hard Court Championships, Stratton Mountain | Tier II   | 400 000 $   | Dur (ext.)      | Arantxa Sánchez           | 4-6, 6-3, 6-4 | Parcours |
| 21 | 27-03-1995 | Family Circle Mag. Cup XXIII, Hilton Head            | Tier I    | 806 250 $   | Terre (ext.)    | Magdalena Maleeva         | 6-1, 6-1      | Parcours |
| 22 | 03-04-1995 | Bausch & Lomb Championships, Amelia Island           | Tier II   | 430 000 $   | Terre (ext.)    | Gabriela Sabatini         | 6-1, 6-4      | Parcours |
| 23 | 01-05-1995 | Citizen Cup, Hambourg                                | Tier II   | 430 000 $   | Terre (ext.)    | Martina Hingis            | 6-1, 6-0      | Parcours |
| 24 | 08-05-1995 | Italian Open, Rome                                   | Tier I    | 806 250 $   | Terre (ext.)    | Arantxa Sánchez           | 6-3, 6-1      | Parcours |
| 25 | 31-07-1995 | Toshiba Tennis Classic, San Diego                    | Tier II   | 430 000 $   | Dur (ext.)      | Lisa Raymond              | 6-2, 6-0      | Parcours |
| 26 | 07-08-1995 | Acura Classic, Manhattan Beach                       | Tier II   | 430 000 $   | Dur (ext.)      | Chanda Rubin              | 4-6, 6-1, 6-3 | Parcours |
| 27 | 06-05-1996 | Italian Open, Rome                                   | Tier I    | 926 250 $   | Terre (ext.)    | Martina Hingis            | 6-2, 6-3      | Parcours |
| 28 | 28-10-1996 | Kremlin Cup, Moscou                                  | Tier III  | 400 000 $   | Moquette (int.) | Barbara Paulus            | 6-1, 4-6, 6-4 | Parcours |
| 29 | 11-05-1998 | German Open, Berlin                                  | Tier I    | 926 250 $   | Terre (ext.)    | Amélie Mauresmo           | 6-4, 6-4      | Parcours |
| 30 | 13-07-1998 | Warsaw Cup by Heros, Varsovie                        | Tier III  | 164 250 $   | Terre (ext.)    | Silvia Farina             | 6-0, 6-3      | Parcours |
| 31 | 12-07-1999 | Prokom Polish Open, Sopot                            | Tier III  | 180 000 $   | Terre (ext.)    | Karina Habšudová          | 6-1, 6-1      | Parcours |
| 32 | 08-05-2000 | German Open, Berlin                                  | Tier I    | 1 080 000 $ | Terre (ext.)    | Amanda Coetzer            | 6-1, 6-2      | Parcours |
| 33 | 31-01-2005 | Volvo Women’s Open, Pattaya                          | Tier IV   | 170 000 $   | Dur (ext.)      | Anna-Lena Grönefeld       | 6-3, 3-6, 6-3 | Parcours |

### Finales en simple dames
| No | Date       | Nom et lieu du tournoi                          | Catégorie | Dotation    | Surface         | Vainqueure                | Score          |          |
| -- | ---------- | ----------------------------------------------- | --------- | ----------- | --------------- | ------------------------- | -------------- | -------- |
| 1  | 22-05-1989 | European Open, Genève                           | Tier V    | 100 000 $   | Terre (ext.)    | Manuela Maleeva-Fragnière | 6-4, 6-0       | Parcours |
| 2  | 16-10-1989 | Open de La Côte Basque, Bayonne                 | Tier V    | 100 000 $   | Dur (int.)      | Katerina Maleeva          | 6-2, 6-2       | Parcours |
| 3  | 24-02-1992 | Matrix Essentials Evert Cup, Indian Wells       | Tier II   | 350 000 $   | Dur (ext.)      | Monica Seles              | 6-3, 6-1       | Parcours |
| 4  | 02-03-1992 | Virginia Slims of Florida, Boca Raton           | Tier I    | 550 000 $   | Dur (ext.)      | Steffi Graf               | 3-6, 6-2, 6-0  | Parcours |
| 5  | 30-03-1992 | Family Circle Mag. Cup, Hilton Head             | Tier I    | 550 000 $   | Terre (ext.)    | Gabriela Sabatini         | 6-1, 6-4       | Parcours |
| 6  | 24-08-1992 | Mazda Classic, San Diego                        | Tier III  | 225 000 $   | Dur (ext.)      | Jennifer Capriati         | 6-3, 6-2       | Parcours |
| 7  | 22-02-1993 | Int’l Austrian Indoor Championships, Linz       | Tier III  | 150 000 $   | Moquette (int.) | Manuela Maleeva-Fragnière | 6-2, 1-0, ab.  | Parcours |
| 8  | 19-04-1993 | International Championships of Spain, Barcelone | Tier II   | 375 000 $   | Terre (ext.)    | Arantxa Sánchez           | 6-1, 6-4       | Parcours |
| 9  | 25-10-1993 | Nokia Grand Prix, Essen                         | Tier II   | 375 000 $   | Moquette (int.) | Natalia Medvedeva         | 6-7, 7-5, 6-4  | Parcours |
| 10 | 06-03-1995 | Winter Championships, Delray Beach              | Tier II   | 430 000 $   | Dur (ext.)      | Steffi Graf               | 6-2, 6-4       | Parcours |
| 11 | 08-03-1996 | State Farm Evert Cup, Indian Wells              | Tier II   | 550 000 $   | Dur (ext.)      | Steffi Graf               | 7-6, 7-6       | Parcours |
| 12 | 29-04-1996 | Rexona Cup, Hambourg                            | Tier II   | 450 000 $   | Terre (ext.)    | Arantxa Sánchez           | 4-6, 7-6, 6-0  | Parcours |
| 13 | 05-05-1997 | Italian Open, Rome                              | Tier I    | 926 250 $   | Terre (ext.)    | Mary Pierce               | 6-4, 6-0       | Parcours |
| 14 | 21-07-1997 | Bank of the West Classic, Stanford              | Tier II   | 450 000 $   | Dur (ext.)      | Martina Hingis            | 6-0, 6-2       | Parcours |
| 15 | 19-01-1998 | Australian Open, Melbourne                      | G. Chelem | 4 058 100 $ | Dur (ext.)      | Martina Hingis            | 6-3, 6-3       | Parcours |
| 16 | 06-04-1998 | Bausch & Lomb Championships, Amelia Island      | Tier II   | 450 000 $   | Terre (ext.)    | Mary Pierce               | 6-7, 6-0, 6-2  | Parcours |
| 17 | 03-01-2000 | Thalgo Hard Court Championships, Gold Coast     | Tier III  | 170 000 $   | Dur (ext.)      | Silvija Talaja            | 6-0, 0-6, 6-4  | Parcours |
| 18 | 10-04-2000 | Bausch & Lomb Championships, Amelia Island      | Tier II   | 535 000 $   | Terre (ext.)    | Monica Seles              | 6-3, 6-2       | Parcours |
| 19 | 29-05-2000 | Roland-Garros, Paris                            | G. Chelem | 4 141 085 $ | Terre (ext.)    | Mary Pierce               | 6-2, 7-5       | Parcours |
| 20 | 23-09-2002 | Wismilak International, Bali                    | Tier III  | 225 000 $   | Dur (ext.)      | Svetlana Kuznetsova       | 3-6, 7-64, 7-5 | Parcours |
| 21 | 16-06-2003 | Hastings Direct Int’l Championships, Eastbourne | Tier II   | 585 000 $   | Gazon (ext.)    | Chanda Rubin              | 6-4, 3-6, 6-4  | Parcours |
| 22 | 12-04-2004 | Family Circle Cup, Charleston                   | Tier I    | 1 300 000 $ | Terre (ext.)    | Venus Williams            | 2-6, 6-2, 6-1  | Parcours |

### Titres en double dames
| No | Date       | Nom et lieu du tournoi                         | Catégorie | Dotation    | Surface      | Partenaire             | Finalistes                                  | Score          |          |
| -- | ---------- | ---------------------------------------------- | --------- | ----------- | ------------ | ---------------------- | ------------------------------------------- | -------------- | -------- |
| 1  | 08-08-1988 | Vitosha The New Otani Sofia                    | Tier V    | 100 000 $   | Dur (int.)   | Barbara Paulus         | Sabrina Goleš Katerina Maleeva              | 1-6, 6-1, 6-4  | Parcours |
| 2  | 20-04-1992 | Open Seat of Spain Barcelone                   | Tier III  | 225 000 $   | Terre (ext.) | Arantxa Sánchez        | Nathalie Tauziat Judith Wiesner             | 6-4, 6-1       | Parcours |
| 3  | 04-01-1993 | Danone Hard Court Championships Brisbane       | Tier III  | 150 000 $   | Dur (ext.)   | Larisa Neiland         | Shannan McCarthy Kimberly Po                | 6-2, 6-2       | Parcours |
| 4  | 19-04-1993 | International Championships of Spain Barcelone | Tier II   | 375 000 $   | Terre (ext.) | Arantxa Sánchez        | Magdalena Maleeva Manuela Maleeva-Fragnière | 4-6, 6-1, 6-0  | Parcours |
| 5  | 19-08-1996 | Toshiba Tennis Classic San Diego               | Tier II   | 450 000 $   | Dur (ext.)   | Gigi Fernández         | Larisa Neiland Arantxa Sánchez              | 4-6, 6-3, 6-4  | Parcours |
| 6  | 30-03-1998 | Family Circle Mag. Cup Hilton Head             | Tier I    | 926 250 $   | Terre (ext.) | Patricia Tarabini      | Lisa Raymond Rennae Stubbs                  | 3-6, 6-4, 6-4  | Parcours |
| 7  | 05-04-1999 | Bausch & Lomb Championships Amelia Island      | Tier II   | 520 000 $   | Terre (ext.) | Patricia Tarabini      | Lisa Raymond Rennae Stubbs                  | 7-5, 0-6, 6-4  | Parcours |
| 8  | 20-09-1999 | Toyota Princess Cup Tokyo                      | Tier II   | 520 000 $   | Dur (ext.)   | Patricia Tarabini      | Amanda Coetzer Jelena Dokić                 | 6-7, 6-4, 6-2  | Parcours |
| 9  | 08-05-2000 | German Open Berlin                             | Tier I    | 1 080 000 $ | Terre (ext.) | Arantxa Sánchez        | Amanda Coetzer Corina Morariu               | 3-6, 6-2, 7-67 | Parcours |
| 10 | 09-04-2001 | Bausch & Lomb Championships Amelia Island      | Tier II   | 565 000 $   | Terre (ext.) | Patricia Tarabini      | Martina Navrátilová Arantxa Sánchez         | 6-4, 6-2       | Parcours |
| 11 | 23-02-2004 | Duty Free Women’s Open Dubaï                   | Tier II   | 585 000 $   | Dur (ext.)   | Janette Husárová       | Svetlana Kuznetsova Elena Likhovtseva       | 6-0, 1-6, 6-3  | Parcours |
| 12 | 11-04-2005 | Family Circle Cup Charleston                   | Tier I    | 1 300 000 $ | Terre (ext.) | Virginia Ruano Pascual | Iveta Benešová Květa Peschke                | 6-1, 6-4       | Parcours |
| 13 | 01-08-2005 | Acura Classic San Diego                        | Tier I    | 1 300 000 $ | Dur (ext.)   | Virginia Ruano Pascual | Daniela Hantuchová Ai Sugiyama              | 6-77, 6-1, 7-5 | Parcours |

### Finales en double dames
| No | Date       | Nom et lieu du tournoi                              | Catégorie     | Dotation    | Surface         | Vainqueures                             | Partenaire             | Score          |          |
| -- | ---------- | --------------------------------------------------- | ------------- | ----------- | --------------- | --------------------------------------- | ---------------------- | -------------- | -------- |
| 1  | 17-07-1989 | Estoril Open Estoril                                | Tier V        | 100 000 $   | Terre (ext.)    | Iva Budařová Regina Rajchrtová          | Gabriela Castro        | 6-2, 6-4       | Parcours |
| 2  | 02-03-1992 | Virginia Slims of Florida Boca Raton                | Tier I        | 550 000 $   | Dur (ext.)      | Larisa Neiland Natasha Zvereva          | Linda Wild             | 6-2, 6-2       | Parcours |
| 3  | 25-05-1992 | Roland-Garros Paris                                 | G. Chelem     | 3 277 836 $ | Terre (ext.)    | Gigi Fernández Natasha Zvereva          | Arantxa Sánchez        | 6-3, 6-2       | Parcours |
| 4  | 28-07-1992 | Olympic Games Barcelone                             | J. olympiques | NC          | Terre (ext.)    | Gigi Fernández · Mary Joe Fernández     | Arantxa Sánchez        | 7-5, 2-6, 6-2  | Parcours |
| 5  | 24-08-1992 | Mazda Classic San Diego                             | Tier III      | 225 000 $   | Dur (ext.)      | Jana Novotná Larisa Neiland             | Mercedes Paz           | 6-1, 6-4       | Parcours |
| 6  | 20-10-1992 | Midland Bank Championships Brighton                 | Tier II       | 350 000 $   | Moquette (int.) | Jana Novotná Larisa Neiland             | Radka Zrubáková        | 6-4, 6-1       | Parcours |
| 7  | 09-11-1992 | Virginia Slims of Philadelphia Philadelphie         | Tier II       | 350 000 $   | Moquette (int.) | Gigi Fernández Natasha Zvereva          | Mary Pierce            | 6-1, 6-3       | Parcours |
| 8  | 22-02-1993 | Int’l Austrian Indoor Championships Linz            | Tier III      | 150 000 $   | Moquette (int.) | Eugenia Maniokova Leila Meskhi          | Judith Wiesner         | Forfait        | Parcours |
| 9  | 08-11-1993 | Virginia Slims of Philadelphia Philadelphie         | Tier I        | 750 000 $   | Moquette (int.) | Katrina Adams Manon Bollegraf           | Larisa Neiland         | 6-2, 4-6, 7-6  | Parcours |
| 10 | 25-07-1994 | Acura US Hard Court Championships Stratton Mountain | Tier II       | 400 000 $   | Dur (ext.)      | Pam Shriver Elizabeth Smylie            | Arantxa Sánchez        | 7-6, 2-6, 7-5  | Parcours |
| 11 | 01-05-1995 | Citizen Cup Hambourg                                | Tier II       | 430 000 $   | Terre (ext.)    | Gigi Fernández Martina Hingis           | Patricia Tarabini      | 6-2, 6-3       | Parcours |
| 12 | 08-05-1995 | Italian Open Rome                                   | Tier I        | 806 250 $   | Terre (ext.)    | Gigi Fernández Natasha Zvereva          | Patricia Tarabini      | 3-6, 7-6, 6-4  | Parcours |
| 13 | 05-05-1997 | Italian Open Rome                                   | Tier I        | 926 250 $   | Terre (ext.)    | Nicole Arendt Manon Bollegraf           | Patricia Tarabini      | 6-2, 6-4       | Parcours |
| 14 | 21-07-1997 | Bank of the West Classic Stanford                   | Tier II       | 450 000 $   | Dur (ext.)      | Lindsay Davenport Martina Hingis        | Patricia Tarabini      | 6-1, 6-3       | Parcours |
| 15 | 17-04-2000 | Family Circle Cup Hilton Head                       | Tier I        | 1 080 000 $ | Terre (ext.)    | Virginia Ruano Pascual Paola Suárez     | Patricia Tarabini      | 7-5, 6-3       | Parcours |
| 16 | 28-05-2001 | Roland-Garros Paris                                 | G. Chelem     | 3 745 147 $ | Terre (ext.)    | Virginia Ruano Pascual Paola Suárez     | Jelena Dokić           | 6-2, 6-1       | Parcours |
| 17 | 01-04-2002 | Sarasota Open Sarasota                              | Tier IV       | 140 000 $   | Terre (ext.)    | Jelena Dokić Elena Likhovtseva          | Els Callens            | 6-75, 6-3, 6-3 | Parcours |
| 18 | 13-05-2002 | Italian Open Rome                                   | Tier I        | 1 224 000 $ | Terre (ext.)    | Virginia Ruano Pascual Paola Suárez     | Patricia Tarabini      | 6-3, 6-4       | Parcours |
| 19 | 22-07-2002 | Bank of the West Classic Stanford                   | Tier II       | 585 000 $   | Dur (ext.)      | Lisa Raymond Rennae Stubbs              | Janette Husárová       | 6-1, 6-1       | Parcours |
| 20 | 06-01-2003 | Adidas International Sydney                         | Tier II       | 585 000 $   | Dur (ext.)      | Kim Clijsters Ai Sugiyama               | Rennae Stubbs          | 6-3, 6-3       | Parcours |
| 21 | 07-04-2003 | Family Circle Cup Charleston                        | Tier I        | 1 300 000 $ | Terre (ext.)    | Virginia Ruano Pascual Paola Suárez     | Janette Husárová       | 6-0, 6-3       | Parcours |
| 22 | 01-03-2004 | Qatar Total Open Doha                               | Tier II       | 600 000 $   | Dur (ext.)      | Svetlana Kuznetsova Elena Likhovtseva   | Janette Husárová       | 7-64, 6-2      | Parcours |
| 23 | 03-05-2004 | Ladies German Open Berlin                           | Tier I        | 1 300 000 $ | Terre (ext.)    | Nadia Petrova Meghann Shaughnessy       | Janette Husárová       | 6-2, 2-6, 6-1  | Parcours |
| 24 | 19-07-2004 | JPMorgan Chase Open Los Angeles                     | Tier II       | 585 000 $   | Dur (ext.)      | Nadia Petrova Meghann Shaughnessy       | Virginia Ruano Pascual | 6-72, 6-4, 6-3 | Parcours |
| 25 | 15-08-2004 | Olympic Tennis Event Athènes                        | J. olympiques | NC          | Dur (ext.)      | Li Ting · Sun Tiantian                  | Virginia Ruano Pascual | 6-3, 6-3       | Parcours |
| 26 | 15-08-2005 | Coupe Rogers American Express Toronto               | Tier I        | 1 300 000 $ | Dur (ext.)      | Anna-Lena Grönefeld Martina Navrátilová | Virginia Ruano Pascual | 5-7, 6-3, 6-4  | Parcours |
| 27 | 10-10-2005 | PTT Thailand Open Bangkok                           | Tier III      | 200 000 $   | Dur (ext.)      | Shinobu Asagoe Gisela Dulko             | Virginia Ruano Pascual | 6-1, 7-5       | Parcours |
| 28 | 24-10-2005 | Generali Ladies Linz                                | Tier II       | 585 000 $   | Dur (int.)      | Gisela Dulko Květa Peschke              | Virginia Ruano Pascual | 6-2, 6-3       | Parcours |

## Parcours en Grand Chelem

### En simple dames
| Année | Open d'Australie | Open d'Australie     | Internationaux de France | Internationaux de France | Wimbledon       | Wimbledon           | US Open         | US Open              |
| ----- | ---------------- | -------------------- | ------------------------ | ------------------------ | --------------- | ------------------- | --------------- | -------------------- |
| 1988  | -                | -                    | 4e tour (1/8)            | Bettina Fulco            | -               | -                   | 1er tour (1/64) | Chris Evert          |
| 1989  | 2e tour (1/32)   | Gabriela Sabatini    | 1/4 de finale            | Steffi Graf              | -               | -                   | 4e tour (1/8)   | Gabriela Sabatini    |
| 1990  | -                | -                    | 1/4 de finale            | Steffi Graf              | -               | -                   | 3e tour (1/16)  | Nathalie Tauziat     |
| 1991  | -                | -                    | 1/4 de finale            | Monica Seles             | -               | -                   | 1/4 de finale   | Steffi Graf          |
| 1992  | 4e tour (1/8)    | M. Maleeva-Fragnière | 1/4 de finale            | Gabriela Sabatini        | 2e tour (1/32)  | Natasha Zvereva     | 1er tour (1/64) | Ann Grossman         |
| 1993  | 4e tour (1/8)    | Julie Halard         | 1/4 de finale            | Anke Huber               | 1/2 finale      | Steffi Graf         | 4e tour (1/8)   | M. Maleeva-Fragnière |
| 1994  | 1/4 de finale    | Kimiko Date          | 1/2 finale               | Arantxa Sánchez          | Victoire        | Martina Navrátilová | 3e tour (1/16)  | Ginger Helgeson      |
| 1995  | 1/2 finale       | Mary Pierce          | 1/2 finale               | Steffi Graf              | 1/2 finale      | Arantxa Sánchez     | 1/2 finale      | Monica Seles         |
| 1996  | 1/4 de finale    | Anke Huber           | 1/2 finale               | Steffi Graf              | 4e tour (1/8)   | Kimiko Date         | 1/2 finale      | Monica Seles         |
| 1997  | 4e tour (1/8)    | Sabine Appelmans     | 4e tour (1/8)            | Amanda Coetzer           | 3e tour (1/16)  | Helena Suková       | 3e tour (1/16)  | Rachel McQuillan     |
| 1998  | Finale           | Martina Hingis       | 4e tour (1/8)            | Iva Majoli               | 3e tour (1/16)  | Samantha Smith      | 4e tour (1/8)   | Amanda Coetzer       |
| 1999  | 3e tour (1/16)   | Émilie Loit          | 1/4 de finale            | Monica Seles             | 3e tour (1/16)  | Lisa Raymond        | 4e tour (1/8)   | Serena Williams      |
| 2000  | 1/2 finale       | Martina Hingis       | Finale                   | Mary Pierce              | 2e tour (1/32)  | Sonya Jeyaseelan    | 3e tour (1/16)  | Elena Dementieva     |
| 2001  | 2e tour (1/32)   | Emmanuelle Gagliardi | 3e tour (1/16)           | Cara Black               | 1/4 de finale   | Justine Henin       | -               | -                    |
| 2002  | 2e tour (1/32)   | Åsa Svensson         | 2e tour (1/32)           | Jelena Dokić             | 3e tour (1/16)  | Lisa Raymond        | 2e tour (1/32)  | Meghann Shaughnessy  |
| 2003  | 1er tour (1/64)  | Samantha Stosur      | 1/4 de finale            | Kim Clijsters            | 3e tour (1/16)  | Anastasia Myskina   | 2e tour (1/32)  | Alicia Molik         |
| 2004  | 1er tour (1/64)  | Kristina Brandi      | 2e tour (1/32)           | Gisela Dulko             | 1er tour (1/64) | Milagros Sequera    | 1er tour (1/64) | María Vento          |
| 2005  | 1er tour (1/64)  | Lindsay Davenport    | 1er tour (1/64)          | Justine Henin            | 3e tour (1/16)  | Květa Peschke       | 1er tour (1/64) | Patty Schnyder       |

À droite du résultat, l’ultime adversaire.

### En double dames
| Année | Open d'Australie            | Open d'Australie           | Internationaux de France    | Internationaux de France  | Wimbledon                   | Wimbledon                     | US Open                       | US Open                    |
| ----- | --------------------------- | -------------------------- | --------------------------- | ------------------------- | --------------------------- | ----------------------------- | ----------------------------- | -------------------------- |
| 1989  | -                           | -                          | -                           | -                         | -                           | -                             | 1er tour (1/32) G. Castro     | Linda Barnard Louise Field |
| 1990  | -                           | -                          | 3e tour (1/8) G. Castro     | Kohde-Kilsch B. Schultz   | -                           | -                             | -                             | -                          |
| 1991  | -                           | -                          | -                           | -                         | -                           | -                             | 2e tour (1/16) I. Demongeot   | A. Sánchez Helena Suková   |
| 1992  | -                           | -                          | Finale A. Sánchez           | G. Fernández N. Zvereva   | 2e tour (1/16) H. Ludloff   | Lupita Novelo K. Radford      | 3e tour (1/8) Mercedes Paz    | Jana Novotná L. Neiland    |
| 1993  | 1/4 de finale A. Sánchez    | Hetherington Kathy Rinaldi | 1/4 de finale A. Sánchez    | A. Coetzer Gorrochategui  | -                           | -                             | -                             | -                          |
| 1994  | 3e tour (1/8) L. Neiland    | M. Bollegraf Debbie Graham | 1er tour (1/32) J. Wiesner  | W. Probst C. Singer       | 1er tour (1/32) M. Maleeva  | L. Davenport Lisa Raymond     | 3e tour (1/8) N. Medvedeva    | L. Davenport Lisa Raymond  |
| 1995  | 3e tour (1/8) P. Tarabini   | Jana Novotná A. Sánchez    | 3e tour (1/8) P. Tarabini   | Jana Novotná A. Sánchez   | 1/4 de finale P. Tarabini   | G. Fernández N. Zvereva       | 1/4 de finale P. Tarabini     | Hetherington K. Radford    |
| 1996  | 3e tour (1/8) P. Tarabini   | Nicole Arendt M. Bollegraf | 3e tour (1/8) P. Tarabini   | M. McGrath L. Neiland     | 3e tour (1/8) P. Tarabini   | M. Hingis Helena Suková       | 3e tour (1/8) P. Tarabini     | Nicole Arendt M. Bollegraf |
| 1997  | 1/4 de finale P. Tarabini   | L. Davenport Lisa Raymond  | 1/4 de finale P. Tarabini   | A. Fusai N. Tauziat       | 1er tour (1/32) P. Tarabini | Els Callens G. Helgeson       | 1/4 de finale P. Tarabini     | M. Hingis A. Sánchez       |
| 1998  | 1/2 finale P. Tarabini      | L. Davenport N. Zvereva    | 1/4 de finale P. Tarabini   | M. Hingis Jana Novotná    | 1er tour (1/32) P. Tarabini | Barabanschikova Erika de Lone | 1er tour (1/32) P. Tarabini   | Janet Lee Wang Shi-Ting    |
| 1999  | 1er tour (1/32) P. Tarabini | Åsa Svensson Jelena Dokić  | 3e tour (1/8) P. Tarabini   | L. Neiland A. Sánchez     | 2e tour (1/16) P. Tarabini  | Liezel Huber K. Srebotnik     | 3e tour (1/8) P. Tarabini     | L. Davenport C. Morariu    |
| 2000  | 2e tour (1/16) P. Tarabini  | Erika de Lone Nicole Pratt | 1/4 de finale P. Tarabini   | M. Hingis Mary Pierce     | 2e tour (1/16) P. Tarabini  | J. Capriati Jelena Dokić      | 1/4 de finale P. Tarabini     | Els Callens D. Monami      |
| 2001  | 1er tour (1/32) P. Tarabini | Giulia Casoni H. Nagyová   | Finale Jelena Dokić         | V. Ruano Paola Suárez     | 3e tour (1/8) Jelena Dokić  | Kim Clijsters Ai Sugiyama     | 1er tour (1/32) Anabel Medina | Amy Frazier K. Schlukebir  |
| 2002  | 1/2 finale Magüi Serna      | D. Hantuchová A. Sánchez   | 1er tour (1/32) P. Tarabini | Petra Mandula P. Wartusch | 3e tour (1/8) Mary Pierce   | Lisa Raymond Rennae Stubbs    | 3e tour (1/8) Iva Majoli      | E. Gagliardi H. Nagyová    |
| 2003  | 1/4 de finale Nadia Petrova | V. Ruano Paola Suárez      | 1er tour (1/32) Shaughnessy | Maja Matevžič H. Nagyová  | 1/4 de finale J. Husárová   | L. Davenport Lisa Raymond     | 1/4 de finale J. Husárová     | Cara Black Likhovtseva     |
| 2004  | 3e tour (1/8) M. Maleeva    | J. Husárová Dinara Safina  | 1/4 de finale J. Husárová   | V. Ruano Paola Suárez     | 3e tour (1/8) J. Husárová   | M. Bartoli Émilie Loit        | 1/4 de finale J. Husárová     | V. Ruano Paola Suárez      |
| 2005  | 1er tour (1/32) V. Ruano    | J. Hopkins M. Washington   | 3e tour (1/8) J. Husárová   | Li Ting Sun Tiantian      | 3e tour (1/8) J. Husárová   | B. Stewart S. Stosur          | 1/2 finale V. Ruano           | Lisa Raymond S. Stosur     |

Sous le résultat, la partenaire ; à droite, l’ultime équipe adverse.

### En double mixte
| Année | Open d'Australie         | Open d'Australie         | Internationaux de France  | Internationaux de France  | Wimbledon              | Wimbledon                  | US Open                   | US Open                     |
| ----- | ------------------------ | ------------------------ | ------------------------- | ------------------------- | ---------------------- | -------------------------- | ------------------------- | --------------------------- |
| 1993  | 1/4 de finale J. Sánchez | A. Sánchez T. Woodbridge | -                         | -                         | -                      | -                          | 1/2 finale Sergio Casal   | Helena Suková T. Woodbridge |
| 2004  | -                        | -                        | -                         | -                         | -                      | -                          | 1er tour (1/16) S. Prieto | Åsa Svensson J. Björkman    |
| 2005  | 1/2 finale Andy Ram      | S. Stosur Scott Draper   | 1er tour (1/16) F. Čermák | Květa Peschke Martin Damm | 3e tour (1/8) Andy Ram | Liezel Huber Kevin Ullyett | -                         | -                           |

Sous le résultat, le partenaire ; à droite, l’ultime équipe adverse.

## Parcours aux Masters

### En simple dames
| #  | Date       | Nom de l'édition                      | ($)       | Surface         | Résultat       | Ultime adversaire | Score         |          |
| -- | ---------- | ------------------------------------- | --------- | --------------- | -------------- | ----------------- | ------------- | -------- |
| 1  | 13/11/1989 | Virginia Slims Championships New York | 1 000 000 | Moquette (int.) | 1er tour (1/8) | Monica Seles      | 6-0, 6-1      | Parcours |
| 2  | 12/11/1990 | Virginia Slims Championships New York | 3 000 000 | Moquette (int.) | 1/4 de finale  | Gabriela Sabatini | 6-4, 1-6, 6-1 | Parcours |
| 3  | 18/11/1991 | Virginia Slims Championships New York | 3 000 000 | Moquette (int.) | 1er tour (1/8) | Steffi Graf       | 6-0, 6-3      | Parcours |
| 4  | 16/11/1992 | Virginia Slims Championships New York | 3 000 000 | Moquette (int.) | 1/4 de finale  | Lori McNeil       | 3-6, 6-3, 6-2 | Parcours |
| 5  | 15/11/1993 | Virginia Slims Championships New York | 3 708 500 | Moquette (int.) | 1/4 de finale  | Anke Huber        | 6-3, 6-3      | Parcours |
| 6  | 14/11/1994 | Virginia Slims Championships New York | 3 500 000 | Moquette (int.) | 1/4 de finale  | Kimiko Date       | 2-6, 6-4, 7-6 | Parcours |
| 7  | 13/11/1995 | WTA Tour Championships New York       | 2 000 000 | Moquette (int.) | 1/4 de finale  | Brenda Schultz    | 7-5, 6-2      | Parcours |
| 8  | 18/11/1996 | Chase Championships New York          | 2 000 000 | Moquette (int.) | 1/4 de finale  | Iva Majoli        | 7-6, 7-6      | Parcours |
| 9  | 17/11/1997 | Chase Championships New York          | 2 000 000 | Moquette (int.) | 1er tour (1/8) | Jana Novotná      | 6-4, 6-4      | Parcours |
| 10 | 16/11/1998 | Chase Championships New York          | 2 000 000 | Moquette (int.) | 1er tour (1/8) | Dominique Monami  | 7-6, 6-2      | Parcours |
| 11 | 15/11/1999 | Chase Championships New York          | 2 000 000 | Moquette (int.) | 1er tour (1/8) | Venus Williams    | 6-2, 5-7, 6-4 | Parcours |
| 12 | 13/11/2000 | Chase Championships New York          | 2 000 000 | Moquette (int.) | 1/4 de finale  | Anna Kournikova   | 6-4, 6-0      | Parcours |

### En double dames
| # | Date       | Nom de l'édition                          | ($)       | Surface         | Résultat      | Partenaire        | Ultimes adversaires              | Score         |          |
| - | ---------- | ----------------------------------------- | --------- | --------------- | ------------- | ----------------- | -------------------------------- | ------------- | -------- |
| 1 | 13/11/1995 | WTA Tour Championships New York           | 2 000 000 | Moquette (int.) | 1/4 de finale | Patricia Tarabini | Jana Novotná Arantxa Sánchez     | 6-3, 6-0      | Parcours |
| 2 | 17/11/1997 | Chase Championships New York              | 2 000 000 | Moquette (int.) | 1/4 de finale | Patricia Tarabini | Nicole Arendt Manon Bollegraf    | 6-2, 7-6      | Parcours |
| 3 | 16/11/1998 | Chase Championships New York              | 2 000 000 | Moquette (int.) | 1/4 de finale | Patricia Tarabini | Lisa Raymond Rennae Stubbs       | 6-2, 6-2      | Parcours |
| 4 | 15/11/1999 | Chase Championships New York              | 2 000 000 | Moquette (int.) | 1/4 de finale | Patricia Tarabini | Lindsay Davenport Corina Morariu | 6-0, 7-5      | Parcours |
| 5 | 07/11/2005 | Tour Championships by Porsche Los Angeles | 3 000 000 | Dur (int.)      | 1/2 finale    | Virginia Ruano    | Lisa Raymond Samantha Stosur     | 7-5, 5-7, 6-3 | Parcours |

## Parcours aux Jeux olympiques

### En simple dames
| # | Date       | Nom de l'olympiade             | Surface      | Résultat        | Ultime adversaire  | Score         |          |
| - | ---------- | ------------------------------ | ------------ | --------------- | ------------------ | ------------- | -------- |
| 1 | 28/07/1992 | Olympic Tennis Event Barcelone | Terre (ext.) | 1/4 de finale   | Arantxa Sánchez    | 6-4, 6-4      | Parcours |
| 2 | 23/07/1996 | Olympic Tennis Event Atlanta   | Dur (ext.)   | 1/4 de finale   | Mary Joe Fernández | 3-6, 6-2, 6-3 | Parcours |
| 3 | 19/09/2000 | Olympic Tennis Event Sydney    | Dur (ext.)   | 2e tour (1/16)  | Karina Habšudová   | 1-6, 6-0, 6-4 | Parcours |
| 4 | 15/08/2004 | Olympic Tennis Event Athènes   | Dur (ext.)   | 1er tour (1/32) | Amélie Mauresmo    | 6-1, 6-4      | Parcours |

### En double dames
| # | Date       | Nom de l'olympiade             | Surface      | Résultat      | Partenaire             | Ultimes adversaires                  | Score         |          |
| - | ---------- | ------------------------------ | ------------ | ------------- | ---------------------- | ------------------------------------ | ------------- | -------- |
| 1 | 28/07/1992 | Olympic Tennis Event Barcelone | Terre (ext.) | Argent        | Arantxa Sánchez        | Gigi Fernández · Mary Joe Fernández  | 7-5, 2-6, 6-2 | Parcours |
| 2 | 23/07/1996 | Olympic Tennis Event Atlanta   | Dur (ext.)   | Bronze        | Arantxa Sánchez        | Manon Bollegraf Brenda Schultz       | 6-1, 6-3      | Parcours |
| 3 | 19/09/2000 | Olympic Tennis Event Sydney    | Dur (ext.)   | 2e tour (1/8) | Arantxa Sánchez        | Olga Barabanschikova Natasha Zvereva | 6-4, 7-5      | Parcours |
| 4 | 15/08/2004 | Olympic Tennis Event Athènes   | Dur (ext.)   | Argent        | Virginia Ruano Pascual | Li Ting · Sun Tiantian               | 6-3, 6-3      | Parcours |

## Parcours en Coupe de la Fédération
| #                                                                         | Date       | Lieu           | Surface                           | Gagnante(s)                       | Perdante(s)                          | Score           |          |
|                                                                           |            |                |                                   |                                   |                                      |                 |          |
| 1988 - 1er tour (groupe mondial) - Pays-Bas - Espagne - 0 : 3             |            |                |                                   |                                   |                                      |                 |          |
| 1                                                                         | 05/12/1988 | Melbourne      |                                   | Conchita Martínez                 | Manon Bollegraf                      | 6-2, 6-4        | Parcours |
| 1                                                                         | 05/12/1988 | Melbourne      | Conchita Martínez Arantxa Sánchez | Manon Bollegraf Caroline Vis      | 5-7, 6-4, 6-4                        |                 | Parcours |
|                                                                           |            |                |                                   |                                   |                                      |                 |          |
| 1988 - 2e tour (groupe mondial) - Indonésie - Espagne - 0 : 3             |            |                |                                   |                                   |                                      |                 |          |
| 2                                                                         | 05/12/1988 | Melbourne      |                                   | Conchita Martínez                 | Waya Walalangi                       | 6-0, 6-1        | Parcours |
| 2                                                                         | 05/12/1988 | Melbourne      | Conchita Martínez Arantxa Sánchez | Suzanna Wibowo Yayuk Basuki       | 6-0, 5-7, 6-2                        |                 | Parcours |
|                                                                           |            |                |                                   |                                   |                                      |                 |          |
| 1988 - 1/4 de finale (groupe mondial) - URSS - Espagne - 2 : 1            |            |                |                                   |                                   |                                      |                 |          |
| 3                                                                         | 05/12/1988 | Melbourne      |                                   | Larisa Savchenko                  | Conchita Martínez                    | 7-64, 6-2       | Parcours |
| 3                                                                         | 05/12/1988 | Melbourne      | Larisa Savchenko Natasha Zvereva  | Conchita Martínez Arantxa Sánchez | 4-6, 6-4, 6-4                        |                 | Parcours |
|                                                                           |            |                |                                   |                                   |                                      |                 |          |
| 1989 - 1er tour (groupe mondial) - France - Espagne - 0 : 2               |            |                |                                   |                                   |                                      |                 |          |
| 4                                                                         | 03/10/1989 | Tokyo          | Dur (ext.)                        | Conchita Martínez                 | Isabelle Demongeot                   | 6-73, 7-64, 6-4 | Parcours |
|                                                                           |            |                |                                   |                                   |                                      |                 |          |
| 1989 - 2e tour (groupe mondial) - Pays-Bas - Espagne - 0 : 2              |            |                |                                   |                                   |                                      |                 |          |
| 5                                                                         | 03/10/1989 | Tokyo          | Dur (ext.)                        | Conchita Martínez                 | Nicole Jagerman                      | 6-4, 7-5        | Parcours |
|                                                                           |            |                |                                   |                                   |                                      |                 |          |
| 1989 - 1/4 de finale (groupe mondial) - URSS - Espagne - 1 : 2            |            |                |                                   |                                   |                                      |                 |          |
| 6                                                                         | 03/10/1989 | Tokyo          | Dur (ext.)                        | Conchita Martínez                 | Larisa Savchenko                     | 6-1, 6-1        | Parcours |
| 6                                                                         | 03/10/1989 | Tokyo          | Dur (ext.)                        | Larisa Savchenko Natasha Zvereva  | Conchita Martínez Arantxa Sánchez    | 6-4, 2-6, 6-1   | Parcours |
|                                                                           |            |                |                                   |                                   |                                      |                 |          |
| 1989 - 1/2 finale (groupe mondial) - Australie - Espagne - 0 : 2          |            |                |                                   |                                   |                                      |                 |          |
| 7                                                                         | 03/10/1989 | Tokyo          | Dur (ext.)                        | Conchita Martínez                 | Elizabeth Smylie                     | 6-3, 6-2        | Parcours |
|                                                                           |            |                |                                   |                                   |                                      |                 |          |
| 1989 - Finale (groupe mondial) - États-Unis - Espagne - 3 : 0             |            |                |                                   |                                   |                                      |                 |          |
| 8                                                                         | 01/10/1989 | Tokyo          | Dur (ext.)                        | Chris Evert                       | Conchita Martínez                    | 6-3, 6-2        | Parcours |
| 8                                                                         | 01/10/1989 | Tokyo          | Dur (ext.)                        | Zina Garrison Pam Shriver         | Conchita Martínez Arantxa Sánchez    | 7-5, 6-1        | Parcours |
|                                                                           |            |                |                                   |                                   |                                      |                 |          |
| 1990 - 1er tour (groupe mondial) - Canada - Espagne - 1 : 2               |            |                |                                   |                                   |                                      |                 |          |
| 9                                                                         | 23/07/1990 | Atlanta        | Dur (ext.)                        | Conchita Martínez                 | Jill Hetherington                    | 6-1, 6-4        | Parcours |
| 9                                                                         | 23/07/1990 | Atlanta        | Dur (ext.)                        | Jill Hetherington Rene Simpson    | Conchita Martínez Pilar Perez        | 5-7, 6-2, 6-2   | Parcours |
|                                                                           |            |                |                                   |                                   |                                      |                 |          |
| 1990 - 2e tour (groupe mondial) - Israël - Espagne - 0 : 3                |            |                |                                   |                                   |                                      |                 |          |
| 10                                                                        | 23/07/1990 | Atlanta        | Dur (ext.)                        | Conchita Martínez                 | Ilana Berger                         | 6-3, 6-2        | Parcours |
| 10                                                                        | 23/07/1990 | Atlanta        | Dur (ext.)                        | Conchita Martínez Arantxa Sánchez | Ilana Berger Limor Zaltz             | 6-3, 6-4        | Parcours |
|                                                                           |            |                |                                   |                                   |                                      |                 |          |
| 1990 - 1/4 de finale (groupe mondial) - France - Espagne - 0 : 3          |            |                |                                   |                                   |                                      |                 |          |
| 11                                                                        | 23/07/1990 | Atlanta        | Dur (ext.)                        | Conchita Martínez                 | Julie Halard                         | 6-0, 6-3        | Parcours |
| 11                                                                        | 23/07/1990 | Atlanta        | Dur (ext.)                        | Conchita Martínez Arantxa Sánchez | Isabelle Demongeot Mary Pierce       | 6-4, 6-4        | Parcours |
|                                                                           |            |                |                                   |                                   |                                      |                 |          |
| 1990 - 1/2 finale (groupe mondial) - URSS - Espagne - 2 : 1               |            |                |                                   |                                   |                                      |                 |          |
| 12                                                                        | 23/07/1990 | Atlanta        | Dur (ext.)                        | Conchita Martínez                 | Leila Meskhi                         | 6-3, 7-5        | Parcours |
| 12                                                                        | 23/07/1990 | Atlanta        | Dur (ext.)                        | Larisa Neiland Natasha Zvereva    | Conchita Martínez Pilar Perez        | 6-2, 6-3        | Parcours |
|                                                                           |            |                |                                   |                                   |                                      |                 |          |
| 1991 - 1er tour (groupe mondial) - Espagne - Belgique - 2 : 0             |            |                |                                   |                                   |                                      |                 |          |
| 13                                                                        | 23/07/1991 | Nottingham     |                                   | Conchita Martínez                 | Dominique Monami                     | 6-3, 6-1        | Parcours |
|                                                                           |            |                |                                   |                                   |                                      |                 |          |
| 1991 - 2e tour (groupe mondial) - Espagne - Australie - 3 : 0             |            |                |                                   |                                   |                                      |                 |          |
| 14                                                                        | 24/07/1991 | Nottingham     |                                   | Conchita Martínez                 | Nicole Provis                        | 6-0, 2-6, 7-5   | Parcours |
| 14                                                                        | 24/07/1991 | Nottingham     | Conchita Martínez Arantxa Sánchez | Kristin Godridge Elizabeth Smylie | 6-3, 6-4                             |                 | Parcours |
|                                                                           |            |                |                                   |                                   |                                      |                 |          |
| 1991 - 1/4 de finale (groupe mondial) - Espagne - Indonésie - 2 : 0       |            |                |                                   |                                   |                                      |                 |          |
| 15                                                                        | 26/07/1991 | Nottingham     |                                   | Conchita Martínez                 | Suzanna Wibowo                       | 6-2, 6-0        | Parcours |
|                                                                           |            |                |                                   |                                   |                                      |                 |          |
| 1991 - 1/2 finale (groupe mondial) - Espagne - Allemagne - 3 : 0          |            |                |                                   |                                   |                                      |                 |          |
| 16                                                                        | 27/07/1991 | Nottingham     |                                   | Conchita Martínez                 | Barbara Rittner                      | 6-4, 6-1        | Parcours |
| 16                                                                        | 27/07/1991 | Nottingham     | Conchita Martínez Arantxa Sánchez | Anke Huber Barbara Rittner        | 6-1, 6-1                             |                 | Parcours |
|                                                                           |            |                |                                   |                                   |                                      |                 |          |
| 1991 - Finale (groupe mondial) - Espagne - États-Unis - 2 : 1             |            |                |                                   |                                   |                                      |                 |          |
| 17                                                                        | 18/07/1991 | Nottingham     |                                   | Jennifer Capriati                 | Conchita Martínez                    | 4-6, 7-63, 6-1  | Parcours |
| 17                                                                        | 18/07/1991 | Nottingham     | Conchita Martínez Arantxa Sánchez | Gigi Fernández Zina Garrison      | 3-6, 6-1, 6-1                        |                 | Parcours |
|                                                                           |            |                |                                   |                                   |                                      |                 |          |
| 1992 - 1er tour (groupe mondial) - Belgique - Espagne - 1 : 2             |            |                |                                   |                                   |                                      |                 |          |
| 18                                                                        | 14/07/1992 | Francfort      | Terre (ext.)                      | Conchita Martínez                 | Dominique Monami                     | 6-1, 6-4        | Parcours |
|                                                                           |            |                |                                   |                                   |                                      |                 |          |
| 1992 - 2e tour (groupe mondial) - Canada - Espagne - 1 : 2                |            |                |                                   |                                   |                                      |                 |          |
| 19                                                                        | 15/07/1992 | Francfort      | Terre (ext.)                      | Helen Kelesi                      | Conchita Martínez                    | 7-64, 6-2       | Parcours |
| 19                                                                        | 15/07/1992 | Francfort      | Terre (ext.)                      | Conchita Martínez Arantxa Sánchez | Jill Hetherington Patricia Hy        | 6-4, 6-0        | Parcours |
|                                                                           |            |                |                                   |                                   |                                      |                 |          |
| 1992 - 1/4 de finale (groupe mondial) - Argentine - Espagne - 1 : 2       |            |                |                                   |                                   |                                      |                 |          |
| 20                                                                        | 17/07/1992 | Francfort      | Terre (ext.)                      | Conchita Martínez                 | Florencia Labat                      | 6-0, 6-1        | Parcours |
|                                                                           |            |                |                                   |                                   |                                      |                 |          |
| 1992 - 1/2 finale (groupe mondial) - Australie - Espagne - 0 : 3          |            |                |                                   |                                   |                                      |                 |          |
| 21                                                                        | 18/07/1992 | Francfort      | Terre (ext.)                      | Conchita Martínez                 | Rachel McQuillan                     | 6-1, 6-4        | Parcours |
|                                                                           |            |                |                                   |                                   |                                      |                 |          |
| 1992 - Finale (groupe mondial) - Allemagne - Espagne - 2 : 1              |            |                |                                   |                                   |                                      |                 |          |
| 22                                                                        | 13/07/1992 | Francfort      | Terre (ext.)                      | Anke Huber                        | Conchita Martínez                    | 6-3, 6-70, 6-1  | Parcours |
| 22                                                                        | 13/07/1992 | Francfort      | Terre (ext.)                      | Conchita Martínez Arantxa Sánchez | Anke Huber Barbara Rittner           | 6-1, 6-2        | Parcours |
|                                                                           |            |                |                                   |                                   |                                      |                 |          |
| 1993 - 1er tour (groupe mondial) - Espagne - Grande-Bretagne - 3 : 0      |            |                |                                   |                                   |                                      |                 |          |
| 23                                                                        | 20/07/1993 | Francfort      | Terre (ext.)                      | Conchita Martínez                 | Jo Durie                             | 6-2, 6-1        | Parcours |
| 23                                                                        | 20/07/1993 | Francfort      | Terre (ext.)                      | Conchita Martínez Arantxa Sánchez | Jo Durie Clare Wood                  | 6-1, 4-6, 6-1   | Parcours |
|                                                                           |            |                |                                   |                                   |                                      |                 |          |
| 1993 - 2e tour (groupe mondial) - Espagne - Indonésie - 3 : 0             |            |                |                                   |                                   |                                      |                 |          |
| 24                                                                        | 21/07/1993 | Francfort      | Terre (ext.)                      | Conchita Martínez                 | Romana Tedjakusuma                   | 6-1, 6-1        | Parcours |
|                                                                           |            |                |                                   |                                   |                                      |                 |          |
| 1993 - 1/4 de finale (groupe mondial) - Espagne - Pays-Bas - 3 : 0        |            |                |                                   |                                   |                                      |                 |          |
| 25                                                                        | 23/07/1993 | Francfort      | Terre (ext.)                      | Conchita Martínez                 | Stephanie Rottier                    | 7-63, 6-3       | Parcours |
|                                                                           |            |                |                                   |                                   |                                      |                 |          |
| 1993 - 1/2 finale (groupe mondial) - Espagne - France - 2 : 1             |            |                |                                   |                                   |                                      |                 |          |
| 26                                                                        | 24/07/1993 | Francfort      | Terre (ext.)                      | Conchita Martínez                 | Julie Halard                         | 6-1, 3-6, 6-3   | Parcours |
|                                                                           |            |                |                                   |                                   |                                      |                 |          |
| 1993 - Finale (groupe mondial) - Espagne - Australie - 3 : 0              |            |                |                                   |                                   |                                      |                 |          |
| 27                                                                        | 19/07/1993 | Francfort      | Terre (ext.)                      | Conchita Martínez                 | Michelle Jaggard                     | 6-0, 6-2        | Parcours |
| 27                                                                        | 19/07/1993 | Francfort      | Terre (ext.)                      | Conchita Martínez Arantxa Sánchez | Elizabeth Smylie Rennae Stubbs       | 3-6, 6-1, 6-3   | Parcours |
|                                                                           |            |                |                                   |                                   |                                      |                 |          |
| 1994 - 1er tour (groupe mondial) - Espagne - Chili - 3 : 0                |            |                |                                   |                                   |                                      |                 |          |
| 28                                                                        | 19/07/1994 | Francfort      | Terre (ext.)                      | Conchita Martínez                 | M. Quezada                           | 6-1, 6-0        | Parcours |
| 28                                                                        | 19/07/1994 | Francfort      | Terre (ext.)                      | Conchita Martínez Arantxa Sánchez | Paula Cabezas Barbara Castro         | 6-0, 6-1        | Parcours |
|                                                                           |            |                |                                   |                                   |                                      |                 |          |
| 1994 - 2e tour (groupe mondial) - Espagne - Argentine - 3 : 0             |            |                |                                   |                                   |                                      |                 |          |
| 29                                                                        | 21/07/1994 | Francfort      | Terre (ext.)                      | Conchita Martínez                 | Patricia Tarabini                    | 6-3, 6-76, 6-2  | Parcours |
|                                                                           |            |                |                                   |                                   |                                      |                 |          |
| 1994 - 1/4 de finale (groupe mondial) - Espagne - Japon - 3 : 0           |            |                |                                   |                                   |                                      |                 |          |
| 30                                                                        | 22/07/1994 | Francfort      | Terre (ext.)                      | Conchita Martínez                 | Naoko Sawamatsu                      | 6-3, 6-4        | Parcours |
|                                                                           |            |                |                                   |                                   |                                      |                 |          |
| 1994 - 1/2 finale (groupe mondial) - Allemagne - Espagne - 1 : 2          |            |                |                                   |                                   |                                      |                 |          |
| 31                                                                        | 23/07/1994 | Francfort      | Terre (ext.)                      | Sabine Hack                       | Conchita Martínez                    | 2-6, 7-5, 6-4   | Parcours |
| 31                                                                        | 23/07/1994 | Francfort      | Terre (ext.)                      | Conchita Martínez Arantxa Sánchez | Barbara Rittner Christina Singer     | 7-5, 6-1        | Parcours |
|                                                                           |            |                |                                   |                                   |                                      |                 |          |
| 1994 - Finale (groupe mondial) - Espagne - États-Unis - 3 : 0             |            |                |                                   |                                   |                                      |                 |          |
| 32                                                                        | 18/07/1994 | Francfort      | Terre (ext.)                      | Conchita Martínez                 | Mary Joe Fernández                   | 6-2, 6-2        | Parcours |
| 32                                                                        | 18/07/1994 | Francfort      | Terre (ext.)                      | Conchita Martínez Arantxa Sánchez | Gigi Fernández Mary Joe Fernández    | 6-3, 6-4        | Parcours |
|                                                                           |            |                |                                   |                                   |                                      |                 |          |
| 1995 - 1/4 de finale (groupe mondial) - Bulgarie - Espagne - 2 : 3        |            |                |                                   |                                   |                                      |                 |          |
| 33                                                                        | 22/04/1995 | Sofia          | Moquette (int.)                   | Conchita Martínez                 | Magdalena Maleeva                    | 6-2, 6-4        | Parcours |
| 33                                                                        | 22/04/1995 | Sofia          | Moquette (int.)                   | Conchita Martínez                 | Katerina Maleeva                     | 6-2, 6-1        | Parcours |
|                                                                           |            |                |                                   |                                   |                                      |                 |          |
| 1995 - 1/2 finale (groupe mondial) - Espagne - Allemagne - 3 : 2          |            |                |                                   |                                   |                                      |                 |          |
| 34                                                                        | 22/07/1995 | Santander      | Terre (ext.)                      | Conchita Martínez                 | Anke Huber                           | 6-2, 2-6, 6-0   | Parcours |
| 34                                                                        | 22/07/1995 | Santander      | Terre (ext.)                      | Conchita Martínez                 | Sabine Hack                          | 6-0, 6-0        | Parcours |
|                                                                           |            |                |                                   |                                   |                                      |                 |          |
| 1995 - Finale (groupe mondial) - Espagne - États-Unis - 3 : 2             |            |                |                                   |                                   |                                      |                 |          |
| 35                                                                        | 25/11/1995 | Valence        | Terre (ext.)                      | Conchita Martínez                 | Chanda Rubin                         | 7-5, 7-63       | Parcours |
| 35                                                                        | 25/11/1995 | Valence        | Terre (ext.)                      | Conchita Martínez                 | Mary Joe Fernández                   | 6-3, 6-4        | Parcours |
|                                                                           |            |                |                                   |                                   |                                      |                 |          |
| 1996 - 1/4 de finale (groupe mondial) - Espagne - Afrique du Sud - 3 : 2  |            |                |                                   |                                   |                                      |                 |          |
| 36                                                                        | 27/04/1996 | Murcie         | Terre (ext.)                      | Conchita Martínez                 | Amanda Coetzer                       | 7-5, 6-3        | Parcours |
| 36                                                                        | 27/04/1996 | Murcie         | Terre (ext.)                      | Conchita Martínez                 | Mariaan de Swardt                    | 6-2, 6-3        | Parcours |
|                                                                           |            |                |                                   |                                   |                                      |                 |          |
| 1996 - 1/2 finale (groupe mondial) - France - Espagne - 2 : 3             |            |                |                                   |                                   |                                      |                 |          |
| 37                                                                        | 13/07/1996 | Bayonne        | Moquette (int.)                   | Conchita Martínez                 | Julie Halard                         | 1-6, 6-4, 6-2   | Parcours |
| 37                                                                        | 13/07/1996 | Bayonne        | Moquette (int.)                   | Conchita Martínez                 | Mary Pierce                          | 7-5, 6-1        | Parcours |
| 37                                                                        | 13/07/1996 | Bayonne        | Moquette (int.)                   | Conchita Martínez Arantxa Sánchez | Julie Halard Nathalie Tauziat        | 6-4, 2-1, ab.   | Parcours |
|                                                                           |            |                |                                   |                                   |                                      |                 |          |
| 1996 - Finale (groupe mondial) - États-Unis - Espagne - 5 : 0             |            |                |                                   |                                   |                                      |                 |          |
| 38                                                                        | 28/09/1996 | Atlantic City  | Moquette (int.)                   | Monica Seles                      | Conchita Martínez                    | 6-2, 6-4        | Parcours |
|                                                                           |            |                |                                   |                                   |                                      |                 |          |
| 1998 - 1/4 de finale (groupe mondial) - Allemagne - Espagne - 2 : 3       |            |                |                                   |                                   |                                      |                 |          |
| 39                                                                        | 18/04/1998 | Sarrebruck     | Moquette (int.)                   | Jana Kandarr                      | Conchita Martínez                    | 6-1, 1-6, 7-5   | Parcours |
| 39                                                                        | 18/04/1998 | Sarrebruck     | Moquette (int.)                   | Andrea Glass                      | Conchita Martínez                    | 3-6, 6-3, 6-2   | Parcours |
| 39                                                                        | 18/04/1998 | Sarrebruck     | Moquette (int.)                   | Conchita Martínez Magüi Serna     | Andrea Glass Wiltrud Probst          | 6-4, 7-65       | Parcours |
|                                                                           |            |                |                                   |                                   |                                      |                 |          |
| 1998 - 1/2 finale (groupe mondial) - Espagne - États-Unis - 3 : 2         |            |                |                                   |                                   |                                      |                 |          |
| 40                                                                        | 25/07/1998 | Madrid         | Terre (ext.)                      | Monica Seles                      | Conchita Martínez                    | 6-3, 3-6, 6-1   | Parcours |
| 40                                                                        | 25/07/1998 | Madrid         | Terre (ext.)                      | Conchita Martínez                 | Lisa Raymond                         | 7-61, 6-4       | Parcours |
| 40                                                                        | 25/07/1998 | Madrid         | Terre (ext.)                      | Conchita Martínez Arantxa Sánchez | Mary Joe Fernández Lisa Raymond      | 6-4, 6-75, 11-9 | Parcours |
|                                                                           |            |                |                                   |                                   |                                      |                 |          |
| 1998 - Finale (groupe mondial) - Suisse - Espagne - 2 : 3                 |            |                |                                   |                                   |                                      |                 |          |
| 41                                                                        | 19/09/1998 | Genève         | Dur (int.)                        | Martina Hingis                    | Conchita Martínez                    | 6-4, 6-4        | Parcours |
| 41                                                                        | 19/09/1998 | Genève         | Dur (int.)                        | Conchita Martínez                 | Patty Schnyder                       | 6-3, 2-6, 9-7   | Parcours |
| 41                                                                        | 19/09/1998 | Genève         | Dur (int.)                        | Conchita Martínez Arantxa Sánchez | Martina Hingis Patty Schnyder        | 6-0, 6-2        | Parcours |
|                                                                           |            |                |                                   |                                   |                                      |                 |          |
| 2000 - Round robin (groupe mondial) - Italie - Espagne - 0 : 3            |            |                |                                   |                                   |                                      |                 |          |
| 42                                                                        | 27/04/2000 | Bari           | Terre (ext.)                      | Conchita Martínez                 | Tathiana Garbin                      | 6-3, 6-3        | Parcours |
|                                                                           |            |                |                                   |                                   |                                      |                 |          |
| 2000 - Round robin (groupe mondial) - Croatie - Espagne - 1 : 2           |            |                |                                   |                                   |                                      |                 |          |
| 43                                                                        | 28/04/2000 | Bari           | Terre (ext.)                      | Conchita Martínez                 | Jelena Kostanić                      | 6-3, 6-2        | Parcours |
|                                                                           |            |                |                                   |                                   |                                      |                 |          |
| 2000 - Round robin (groupe mondial) - Espagne - Allemagne - 2 : 1         |            |                |                                   |                                   |                                      |                 |          |
| 44                                                                        | 29/04/2000 | Bari           | Terre (ext.)                      | Anke Huber                        | Conchita Martínez                    | 6-3, 6-1        | Parcours |
| 44                                                                        | 29/04/2000 | Bari           | Terre (ext.)                      | Conchita Martínez Arantxa Sánchez | Anke Huber Barbara Rittner           | 6-2, 6-3        | Parcours |
|                                                                           |            |                |                                   |                                   |                                      |                 |          |
| 2000 - 1/2 finale (groupe mondial) - République tchèque - Espagne - 1 : 2 |            |                |                                   |                                   |                                      |                 |          |
| 45                                                                        | 21/11/2000 | Las Vegas      | Moquette (int.)                   | Conchita Martínez                 | Květa Hrdličková                     | 7-63, 6-72, 6-4 | Parcours |
|                                                                           |            |                |                                   |                                   |                                      |                 |          |
| 2000 - Finale (groupe mondial) - États-Unis - Espagne - 5 : 0             |            |                |                                   |                                   |                                      |                 |          |
| 46                                                                        | 24/11/2000 | Las Vegas      | Moquette (int.)                   | Monica Seles                      | Conchita Martínez                    | 6-2, 6-3        | Parcours |
| 46                                                                        | 24/11/2000 | Las Vegas      | Moquette (int.)                   | Lindsay Davenport                 | Conchita Martínez                    | 6-1, 6-2        | Parcours |
|                                                                           |            |                |                                   |                                   |                                      |                 |          |
| 2001 - Round robin (groupe mondial) - Espagne - Australie - 3 : 0         |            |                |                                   |                                   |                                      |                 |          |
| 47                                                                        | 07/11/2001 | Madrid         | Terre (int.)                      | Conchita Martínez                 | Alicia Molik                         | 2-6, 6-0, 7-5   | Parcours |
|                                                                           |            |                |                                   |                                   |                                      |                 |          |
| 2001 - Round robin (groupe mondial) - Espagne - Allemagne - 2 : 1         |            |                |                                   |                                   |                                      |                 |          |
| 48                                                                        | 09/11/2001 | Madrid         | Terre (int.)                      | Martina Müller                    | Conchita Martínez                    | 6-1, 7-5        | Parcours |
|                                                                           |            |                |                                   |                                   |                                      |                 |          |
| 2001 - Round robin (groupe mondial) - Espagne - Belgique - 0 : 3          |            |                |                                   |                                   |                                      |                 |          |
| 49                                                                        | 10/11/2001 | Madrid         | Terre (int.)                      | Justine Henin                     | Conchita Martínez                    | 6-3, 5-7, 7-5   | Parcours |
|                                                                           |            |                |                                   |                                   |                                      |                 |          |
| 2002 - 1/2 finale (groupe mondial) - Espagne - Autriche - 3 : 2           |            |                |                                   |                                   |                                      |                 |          |
| 50                                                                        | 30/10/2002 | Grande Canarie | Dur (int.)                        | Conchita Martínez                 | Patricia Wartusch                    | 6-0, 7-5        | Parcours |
| 50                                                                        | 30/10/2002 | Grande Canarie | Dur (int.)                        | Barbara Schett                    | Conchita Martínez                    | 7-5, 6-73, 6-2  | Parcours |
| 50                                                                        | 30/10/2002 | Grande Canarie | Dur (int.)                        | Conchita Martínez Virginia Ruano  | Barbara Schett Patricia Wartusch     | 4-6, 6-3, 6-1   | Parcours |
|                                                                           |            |                |                                   |                                   |                                      |                 |          |
| 2002 - Finale (groupe mondial) - Espagne - Slovaquie - 1 : 3              |            |                |                                   |                                   |                                      |                 |          |
| 51                                                                        | 02/11/2002 | Grande Canarie | Dur (int.)                        | Conchita Martínez                 | Janette Husárová                     | 6-4, 7-66       | Parcours |
| 51                                                                        | 02/11/2002 | Grande Canarie | Dur (int.)                        | Daniela Hantuchová                | Conchita Martínez                    | 6-78, 7-5, 6-4  | Parcours |
|                                                                           |            |                |                                   |                                   |                                      |                 |          |
| 2003 - 1er tour (groupe mondial) - Espagne - Australie - 3 : 2            |            |                |                                   |                                   |                                      |                 |          |
| 52                                                                        | 26/04/2003 | Tarragone      | Terre (ext.)                      | Conchita Martínez                 | Nicole Pratt                         | 6-1, 6-2        | Parcours |
|                                                                           |            |                |                                   |                                   |                                      |                 |          |
| 2004 - 1er tour (groupe mondial) - Espagne - Suisse - 3 : 2               |            |                |                                   |                                   |                                      |                 |          |
| 53                                                                        | 24/04/2004 | Los Belones    | Terre (ext.)                      | Conchita Martínez                 | Emmanuelle Gagliardi                 | 2-6, 6-1, 6-0   | Parcours |
| 53                                                                        | 24/04/2004 | Los Belones    | Terre (ext.)                      | Conchita Martínez                 | Patty Schnyder                       | 6-3, 6-4        | Parcours |
| 53                                                                        | 24/04/2004 | Los Belones    | Terre (ext.)                      | Conchita Martínez Virginia Ruano  | Myriam Casanova Emmanuelle Gagliardi | 7-63, 6-2       | Parcours |

## Classements WTA en fin de saison

### En simple
| Année | 1988 | 1989 | 1990 | 1991 | 1992 | 1993 | 1994 | 1995 | 1996 | 1997 | 1998 | 1999 | 2000 | 2001 | 2002 | 2003 | 2004 | 2005 |
| Rang  | 41   | 7    | 11   | 9    | 8    | 4    | 3    | 2    | 4    | 12   | 8    | 15   | 5    | 35   | 34   | 18   | 42   | 32   |

Source : (en) « Classements de Conchita Martínez », sur le site officiel du WTA Tour

### En double
| Année | 1988 | 1989 | 1990 | 1991 | 1992 | 1993 | 1994 | 1995 | 1996 | 1997 | 1998 | 1999 | 2000 | 2001 | 2002 | 2003 | 2004 | 2005 |
| Rang  | 147  | 67   | 106  | 51   | 8    | 10   | 41   | 17   | 28   | 19   | 16   | 24   | 29   | 19   | 16   | 21   | 14   | 9    |

Source : (en) « Classements de Conchita Martínez », sur le site officiel du WTA Tour